# Thygater montezuma
Thygater montezuma är en biart som först beskrevs av Cresson 1878.  Thygater montezuma ingår i släktet Thygater och familjen långtungebin. Inga underarter finns listade i Catalogue of Life.